# Zeroshift

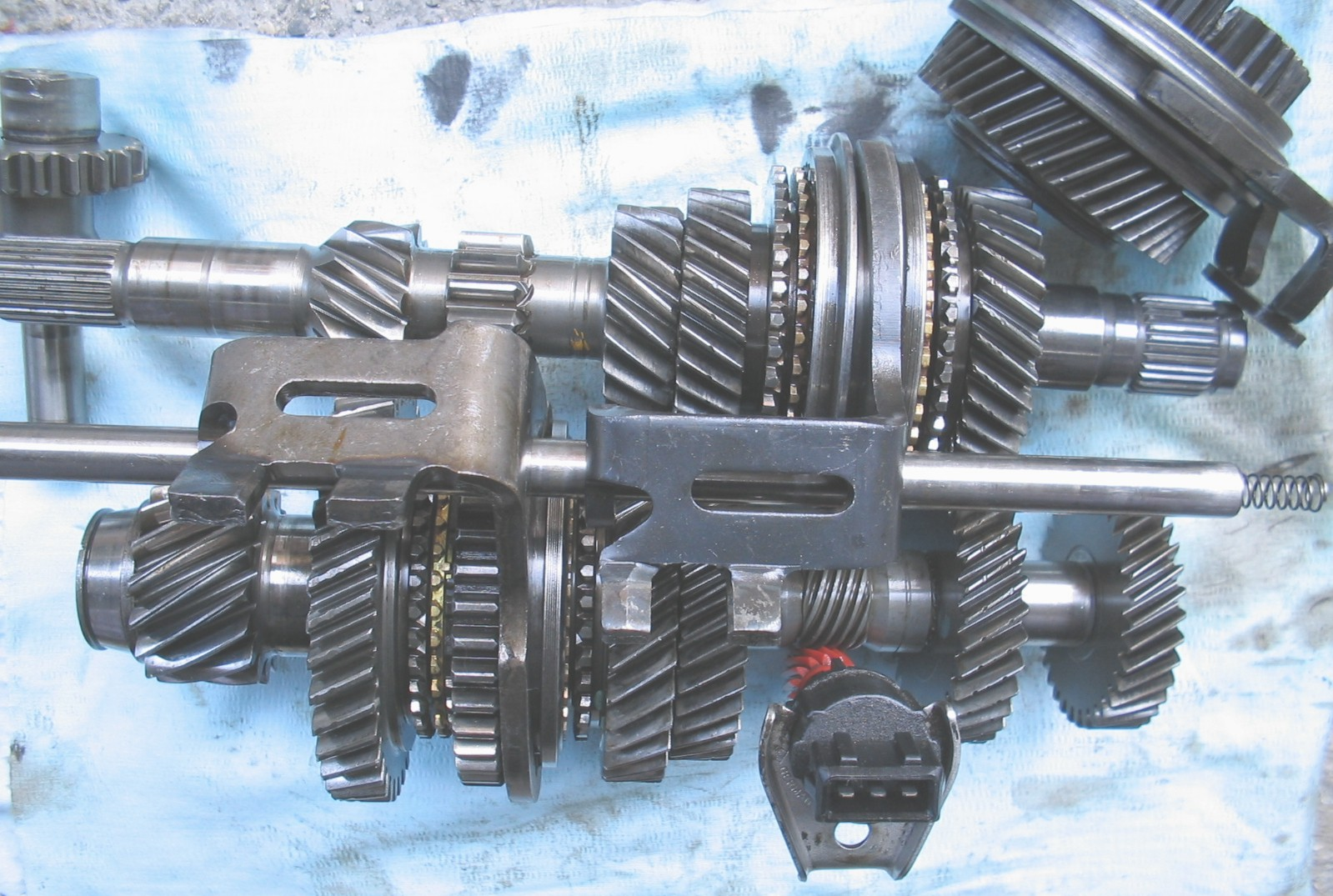
Caixa de velocitats convencional de cinc marxes en H i marxa enrere d'un Volkswagen Golf 1600 sèrie 4.

Zeroshift és el nom comercial d'una caixa de velocitats mecànica, molt semblant a una caixa de velocitats no-automàtica, que permet canviar de velocitat sense embragatge i sense pèrdua de parell motor des del motor fins a les rodes de l'automòbil.

## Funcionament
Per a entendre el sistema Zeroshift i els seus avantatges cal repassar el funcionament de les caixes de velocitats manuals convencionals (i els seus inconvenients).
Analitzar amb rigor el procés d'un canvi de marxes és possible però resulta poc pràctic. Una simplificació de la realitat basada en estudis seriosos permet aproximar-se al funcionament de la caixa de velocitats convencional i del sistema Zeroshift.

### Caixa de canvis manual d'engranatges sempre engranats
Les caixes de canvis manuals de motocicletes i automòbils consten (habitualment) d'engranatges sempre engranats. Entre el motor de combustió interna i la caixa de canvis hi ha un embragatge que permet desacoblar la transmissió en el moment (uns breus instants) en què el conductor canvia de marxa.
Això és necessari perquè:
- el motor gira i proporciona un parell motor (amb tendència a fer girar, tot el que s'hi connecti, "cap endavant").
- la transmissió està frenada per les rodes motrius que, malgrat la inèrcia del vehicle, fan un parell de fre (amb tendència a alentir el vehicle i, en conseqüència, l'arbre de sortida de la caixa de canvis).

A una certa velocitat i marxa (per exemple 60 km/h i 3a marxa) el motor va una velocitat de gir (per exemple 3.600 rpm). A 60 km/h i en 4a marxa el motor només necessita anar a 2.000 rpm). L'operació de desembragatge permet que el motor baixi de revolucions des de les 3.600 que exigia la 3a marxa fins a les 2.000 que exigeix la 4a marxa.
Els pinyons sempre engranats de les caixes habituals necessiten una petita explicació. Si hom considera una caixa simplificada amb un arbre d'entrada i un arbre de sortida, dos parells d'engranatges (pinyó i roda de la 1a marxa; pinyó i roda de la 2a marxa), SI ANESSIN ENCLAVATS a la vegada, travarien el conjunt o es destruirien. A determinades revolucions de l'arbre primari NO ÉS POSSIBLE que hi hagi DUES velocitats de gir de l'arbre secundari. El funcionament, però, és molt senzill. En "punt mort" (si els pinyons de l'arbre primari formen una peça amb l'arbre) les rodes dentades estan desenclavades de l'arbre secundari. L'acció de "posar una marxa" implica enclavar la roda dentada corresponent.
Els sistemes de sincronització faciliten l'ús de les caixes de velocitats convencionals.

### Conseqüències pràctiques del desembragatge
Mentre hom desembraga (pitjant el pedal d'embragatge) el motor no transmet parell motor a les rodes. El vehicle continua avançant per inèrcia, però alenteix la velocitat. Es produeix una desceleració (acceleració negativa) del vehicle. Desceleració que poden notar els ocupants.
En conducció normal la maniobra és relativament dolça i no té gaire importància. En competicions de velocitat (i altres casos, per exemple conducció en terrenys difícils) l'absència de parell motor durant un breu període pot ser molt perjudicial.

### El sistema Zeroshift
El funcionament del sistema Zeroshift és difícil d'explicar sense imatges. Físicament s'assembla molt a un sincronitzador clàssic. (Vegeu animació. Arxivat 2011-05-05 a Wayback Machine.) Cada conjunt consta d'un cub estriat que pot desplaçar-se sobre l'arbre de treball. La part perifèrica del cub presenta uns ressalts que sobresurten en sentit radial. En aquests ressalts s'enclaven dos anells simètrics desplaçables, cadascun amb tres merlets enclavadors.
Per a simplificar l'explicació suposem un canvi senzill amb els elements següents:
- un arbre primari (amb els pinyons A1 i B1 corresponents a la 1a i 2a velocitats) que va sempre a la velocitat del motor
- un arbre secundari (amb les rodes B1 i B2, corresponents a la 1a i 2a velocitats) que va a una velocitat proporcional a la de les rodes.

El sistema Zeroshift corresponent a les dues velocitats indicades (1a i 2a) consta d'un cub estriat, solidari de l'arbre secundari i que pot desplaçar-se al llarg de l'arbre des d'una velocitat fins a l'altra (rodes B1 i B2) i de dos anells amb 3 merlets cadascun. Els anells poden desplaçar-se en relació amb el cub però sempre giren a la mateixa velocitat que el cub. Les rodes B1 i B2 tenen ressalts en els que poden enclavar-se els merlets dels anells.
Cada disc enclavador té la forma d'un anell amb 3 merlets o cadells (anomenats "bullets" pel fabricant). Cada merlet té una forma especial: una banda en forma de rampa (que pot actuar com a roda lliure) i l'altra banda en forma d'ungla (capaç d'enclavar-se i transmetre potència). Els tres merlets de cada cub són iguals entre si. Els anells tenen simetria especular amb referència a un pla perpendicular a l'arbre secundari. Els anells estan enclavats en el cub central però poden desplaçar-se.

### Detalls del funcionament
Si suposem que hi ha la 1a marxa posada i canviem a 2a, aleshores:
- la forquilla selectora mou sense problemes l'anell "de roda lliure" mentre que l'anell "de potència" continua transmetent parell motor.
- en arribar i enfrontar-se amb la roda B2, com que va més de pressa la roda que l'anell, la roda enclava l'anell i l'arrossega.
- l'anell que transmetia potència a la roda B1, en anar més de pressa la roda B1, deixa de transmetre potència i pot desplaçar-se (sense gairebé esforç) a la roda B2.

La seqüència descrita es produeix en mil·lisegons i en cap moment l'arbre secundari deixa de rebre parell del motor.
En tots els canvis de marxa "cap amunt" (1-2, 2-3, 3-4, 4-5,5-6, etc.) es produeix el mateix efecte.
Quan els canvis són "cap avall", reduint de velocitat, la roda de la marxa inferior gira més lenta invertint-se el procés.
El moviment de la forquilla selectora (de totes les forquilles selectores) pot efectuar-se manualment o amb servos. (La caixa pot ser manual, semiautomàtica o automàtica).
La millor manera de visualitzar el procés és consultar els documents originals del fabricant (que inclouen vídeos de simulació) o llegir alguns articles que resumeixen els principis dels sistema.

### Inconvenients
Hi ha experts que han opinat sobre alguns inconvenients del sistema Zeroshift. Especialment a l'hora de reduir velocitats de forma brusca. L'acceleració sobtada del motor, segons l'opinió indicada, hauria de provocar un parell motor resistent sobre les rodes, amb possibles pèrdues d'adherència.

## Patents
El sistema Zeroshift està protegit per una patent i, pel cap baix, per una sol·licitud de patent. Els documents originals recullen l'abast de les innovacions aportades i dels suposats avantatges que proporciona el sistema.